# Rob Marshall
Robert Doyle Marshall Jr. (sinh ngày 17 tháng 10 năm 1960), thường được biết đến với nghệ danh Rob Marshall, là một nam đạo diễn, biên đạo múa kiêm nhà sản xuất điện ảnh người Mỹ. Bắt đầu sự nghiệp vào năm 1993, ông được công chúng biết đến với tác phẩm chuyển thể từ vở nhạc kịch Broadway cùng tên Chicago, tác phẩm này đã giúp ông đề cử được nhiều giải thưởng danh giá như giải Oscar, giải BAFTA và giải Quả Cầu vàng đều cho hạng mục Đạo diễn xuất sắc nhất. 
Ngoài ra, Marshall còn là chủ nhân của một số bộ phim nổi tiếng khác gồm Hồi ức của một Geisha, Cướp biển vùng Caribbean 4: Suối nguồn tươi trẻ, Khu rừng cổ tích, Mary Poppins trở lại hay gần đây nhất là bản chuyển thể người đóng Nàng tiên cá của Disney.

## Tiểu sử
Rob Marshall có tên đầy đủ là Robert Doyle Marshall Jr., sinh ngày 17 tháng 10 năm 1960 tại Madison, Quận Dane, Hoa Kỳ. 
Gia đình của ông rất trùng hợp. Cha ông có tên trùng với tên ông - Robert Doyle Marshall Sr. - là một sinh viên đạt danh hiệu Tiến sĩ Triết học tại Đại học Wisconsin-Madison, mẹ ông - Anne Marshall - là một cựu giáo viên đã về hưu. Ông có một cô em gái cũng là một biên đạo múa giống như ông, tên là Kathleen Marshall. Năm 1964, gia đình ông chuyển sinh sống tại Pittsburgh. 
Thời trai trẻ, ông theo học tại trường Falk School, và là cựu sinh viên có tên trong bảng danh dự tại trường trung học phổ thông Taylor Allderdice. Năm 1982, ông tốt nghiệp tại trường Đại học Carnegie Mellon. Sau khi tốt nghiệp, ông đã làm nhiều việc tại nhiều nhà hát ở Pittsburgh và đồng thời còn biểu diễn một số vai phụ trong các vở kịch khác nhau.

## Sự nghiệp
Rob Marshall khởi đầu sự nghiệp với tư cách là một diễn viên múa trong một số vở nhạc kịch Broadway. Tuy nhiên, trong một lần biểu diễn vở kịch Những chú mèo, ông bất ngờ bị đau lưng và phải đi nhập viện gấp. Kết quả, do ông tập luyện và múa quá tải nên đã khiến ông bị mắc căn bệnh thoát vị đĩa đệm. Sau sự cố ấy thì ông không làm nghề vũ công nữa mà thay vào đó ông chuyển hẳn sang làm biên đạo múa kiêm đạo diễn sân khấu. Dần dần, ông chuyển sang làm công nghiệp điện ảnh.
Năm 1999, ông chào sân với bản điện ảnh chuyển thể của vở nhạc kịch cùng tên Annie. Tuy vậy, sự nghiệp của ông mới thực sự khởi sắc khi ông làm đạo diễn cho bản chuyển thể điện ảnh từ vở nhạc kịch Broadway cùng tên Chicago, với tác phẩm này thì bản thân ông được đề cử giải Oscar cho đạo diễn xuất sắc nhất. Ngoài ra ông còn được đề cử giải BAFTA và giải Quả Cầu vàng cũng ở hạng mục này. Sau thành công của Chicago, ông lại tiếp tục làm một bộ phim khác nhưng lần này mang hướng chính kịch nhiều hơn, đó là Hồi ức của một Geisha. Bộ phim quy tụ dàn sao hàng đầu hoàn toàn là người châu Á lúc bấy giờ gồm Chương Tử Di, Củng Lợi, Dương Tử Quỳnh, Suzuka Ohgo và Ken Watanabe. Tác phẩm đã thu về $162.2 triệu tại các phòng vé toàn cầu và đoạt ba giải Oscar tại Lễ trao giải Oscar lần thứ 78.
Thành công nối tiếp đã giúp ông thực hiện một bộ phim mới được ra mắt năm 2009, đó là Nine, một bộ phim chuyển thể cũng từ vở nhạc kịch Broadway cùng tên. Hai năm sau, ông tiếp tục làm phần 4 của loạt phim Cướp biển vùng Caribbean, và cũng giống như các phần phim trước, phần phim này đã thống trị mọi kỷ lục tại các phòng vé trên toàn thế giới.
Năm 2014, ông lại tiếp tục làm bản chuyển thể điện ảnh từ vở nhạc kịch nhưng lần này là nhạc kịch của Stephen Sondheim, có tựa là Khu rừng cổ tích. Đây cũng là bộ phim đầu tiên ông làm nhà sản xuất dưới hãng phim mới của ông có tựa là Lucamar Productions, là sự kết hợp giữa ông và người cộng sự John DeLuca. Phiên bản này tiếp tục gặt hái được những thành công, trong đó có ba đề cử Quả Cầu Vàng. Bốn năm sau, ông lại cho ra mắt phần phim thứ hai của Mary Poppins, có tựa là Mary Poppins trở lại, và tiếp tục gặt hái được nhiều thành công lớn và còn được đề cử bốn giải Oscar tại Lễ trao giải Oscar lần thứ 91.  
Tháng 12 năm 2018, Marshall làm đạo diễn cho bản chuyển thể người đóng cho bộ phim Nàng tiên cá từ bản phim gốc năm 1989. Bộ phim này dự kiến sẽ ra mắt vào năm 2023.

## Danh sách phim
| Năm  | Tiêu đề                                                          | Đạo diễn | Sản xuất | Biên đạo múa | Ghi chú                     |
| ---- | ---------------------------------------------------------------- | -------- | -------- | ------------ | --------------------------- |
| 2002 | Chicago                                                          | Có       | Không    | Có           |                             |
| 2005 | Hồi ức của một geisha                                            | Có       | Không    | Không        |                             |
| 2009 | Nine                                                             | Có       | Có       | Có           |                             |
| 2011 | Cướp biển vùng Caribe: Suối nguồn tươi trẻ                       | Có       | Không    | Không        |                             |
| 2014 | Khu rừng cổ tích                                                 | Có       | Có       | Có           | Thiết kế sân khấu nhạc kịch |
| 2014 | Chicago in the Spotlight: A Retrospective with the Cast and Crew | Có       | Không    | Không        | Phim tài liệu về hậu trường |
| 2018 | Mary Poppins trở lại                                             | Có       | Có       | Có           | Viết cốt truyện             |
| 2023 | Nàng tiên cá                                                     | Có       | Có       | Không        | Sắp ra mắt                  |